# Achyronia capitella
Achyronia capitella là một loài thực vật có hoa trong họ Đậu. Loài này được (Burchell ex Benth.) Kuntze mô tả khoa học đầu tiên năm 1891.